# Oreoneta arctica
Oreoneta arctica är en spindelart som först beskrevs av Holm 1960.  Oreoneta arctica ingår i släktet Oreoneta och familjen täckvävarspindlar. Inga underarter finns listade i Catalogue of Life.